# 17-es busz (Sopron)
A soproni 17-es jelzésű autóbusz a Jereván lakótelepről indulva, az Aranyhegyi lakópark érintésével, körjáratként közlekedik.

## Az Aranyhegyi lakópark autóbuszjáratai
2023. december 10-től jelentősen átalakult az Aranyhegyi lakópark buszközlekedése. A korábbi közlekedési rend megszűnt, helyette új körjáratok közlekednek, amelyek már a Várkerületet is érintik, így közvetlen kapcsolat jött létre a belváros és Aranyhegy, Virágvölgy illetve a Híd utca között. A fejlesztéssel továbbá Virágvölgy városrész már hétvégén is elérhetővé válik tömegközlekedéssel.
 A 27, 27A, 27B és 27T jelzésű buszok a lakópark felé érintik a Várkerületet, visszafelé a Bécsi úton közlekednek, míg a 7, 7A, 7B és 7T jelzésű buszok pedig fordítva, odafelé a Bécsi úton, visszafelé pedig a Várkerületen haladnak. Valamennyi autóbusz az Erzsébet Kórház érintésével közlekedik, kiváltva ezzel a korábbi 20-as járatot.
 A 27A jelzésű busz csak a Boldogasszonyi utcáig közlekedik, majd onnan új számjellel (27A→7A) tér vissza a Jereván lakótelepre, tehát mindkét irányban a Várkerületen át halad. A "B" jelzéssel ellátott járatok Virágvölgyet is feltárják, a "T" jelzéssel ellátott járatok pedig a Kurucdomb és a Thököly tér érintésével közlekednek.
 A 17-es busz a Jereván lakótelepről indulva a Bécsi úton át, az Aranyhegyi lakópark érintésével, körjáratként közlekedik. Ez a járat 2024. augusztus 31-ig a Virágvölgy érintésével közlekedett.
 A 27Y jelzésű busz a Boldogasszonyi utcától indul, majd a Híd utca, Csengery utca után a 11-es busz vonalán haladva a Jereván lakótelepig jár munkanapokon reggel.
 Menetrend szerint 2024. május 1-jétől, az építési munkálatok miatt ténylegesen csak június 7-től Virágvölgy városrészben tovább fejlődött a buszközlekedés, a térséget érintő járatok a Tercia Hubertus étteremtől továbbhaladva az újonnan létesített Csőszház dűlő megállóhelyen is megállnak.
 2024. szeptember 1-jétől munkanapokon a legtöbb 17-es járat helyett 7B és 27B jelzésű buszok indulnak a Jereván lakótelepről, a Virágvölgy és a belváros érintésével.

## Útvonal
| Jereván lakótelep → Aranyhegyi lakópark → Jereván lakótelep |
| --- |
| Jereván lakótelep végállomás – IV. László király utca – Juharfa út – Teleki Pál út – Lackner Kristóf utca – Patak utca – Bécsi út – Stornó Ferenc utca – Kőrösi Csoma Sándor utca – Rákosi út – Tómalom utca – Boldogasszonyi utca – Tómalom utca – Ív utca – Tárczy-Hormoch Antal utca – Faller Jenő utca – Verő József utca – Kőrösi Csoma Sándor utca – Stornó Ferenc utca – Virágvölgyi út – Hubertusz utca – Virágvölgyi út – Bécsi út – Patak utca – Ikva sor – Ferenczy János utca – Lackner Kristóf utca – Teleki Pál út – Juharfa út – Jereván lakótelep végállomás |

## Megállóhelyek
| Távolság (km) | Idő (perc) | Megállóhely neve                       | Átszállási lehetőségek | Fontosabb nevezetességek, helyek, áruházak és intézmények a közelben                                     |
| ------------- | ---------- | -------------------------------------- | --- | --- |
| 0             | 0          | Jereván lakótelep                      | 1, 2, 5, 5A, 5Y, 7, 7B, 7T, 10, 10B, 10Y, 11, 11B, 11Y, 12, 12B, 13, 27, 27A, 27B, 27T                                                                                          | Helyi buszvégállomás                                                                                     |
| 0,3           | 1          | Juharfa út 16.                         | 1, 2, 5Y, 7, 7B, 7T, 11Y, 12, 12B, 13, 13B, 27, 27B, 27T | |
| 0,7           | 2          | Teleki Pál út 2.                       | 1, 2, 3Y, 5, 5A, 5B, 5Y, 7, 7A, 7B, 7T, 10, 10B, 10Y, 11Y, 12, 12B, 13, 13B, 27, 27A, 27B, 27T                                                                                  | McDonald’s étterem Sopron Pláza Káposztás utcai Stadion Ibolya-tó                                        |
| 1,5           | 3          | Lackner Kristóf utca, autóbusz-állomás | 1, 2, 3, 3Y, 4, 5, 5A, 5B, 5T, 5Y, 7, 7A, 7B, 7T, 8, 10, 10B, 10Y, 11Y, 12, 12B, 13, 13B, 14, 14B, 15, 15A, 21, 27, 27A, 27B, 27T, 32, 33 Helyközi és távolsági autóbuszjáratok | Soproni autóbusz-állomás Soproni Rendőrkapitányság Káposztás utcai Stadion INTERSPAR áruház Vásárcsarnok |
| 1,8           | 5          | Bécsi út                               | 5Y, 7, 7B, 7T, 15, 15A, 27, 27B, 27T | |
| 2,6           | 7          | Kőrösi Csoma Sándor utca (temető)      | 5Y, 7, 7B, 7T, 27, 27B, 27T | Szent Mihály temető Szent Mihály-templom Izraelita temető                                                |
| 3,1           | 9          | Rákosi út, Ív utca                     | 7, 7A, 7B, 7T, 15, 27, 27A, 27B, 27T, 27Y | |
| 3,5           | 10         | Boldogasszonyi utca                    | 7, 7A, 7B, 7T, 15, 27, 27A, 27B, 27T, 27Y | |
| 3,9           | 11         | Rákosi út, Ív utca                     | 7, 7A, 7B, 7T, 15, 27, 27A, 27B, 27T, 27Y | |
| 4,3           | 12         | Faller Jenő utca                       | 7, 7A, 7B, 7T, 15, 27, 27B, 27T, 27Y | |
| 4,7           | 14         | Aranyhegyi Ipari Park                  | 7, 7A, 7B, 7T, 15, 27, 27B, 27T, 27Y | |
| 5,1           | 15         | Kőrösi Csoma Sándor utca (temető)      | 5Y, 7, 7B, 7T, 27, 27B, 27T | Szent Mihály temető Szent Mihály-templom Izraelita temető                                                |
| 5,9           | 17         | Bécsi út                               | 5Y, 7, 7B, 7T, 15, 15A, 27, 27B, 27T | |
| 6,6           | 19         | Lackner Kristóf utca, autóbusz-állomás | 1, 2, 3, 3Y, 4, 5, 5A, 5B, 5T, 5Y, 7, 7A, 7B, 7T, 8, 10, 10B, 10Y, 11Y, 12, 12B, 13, 13B, 14, 14B, 15, 15A, 21, 27, 27A, 27B, 27T, 32, 33 Helyközi és távolsági autóbuszjáratok | Soproni autóbusz-állomás Soproni Rendőrkapitányság Káposztás utcai Stadion INTERSPAR áruház Vásárcsarnok |
| 7,2           | 20         | Teleki Pál út 2.                       | 1, 2, 3Y, 5, 5A, 5B, 5Y, 7, 7A, 7B, 7T, 10, 10B, 10Y, 11Y, 12, 12B, 13, 13B, 27, 27A, 27B, 27T                                                                                  | McDonald’s étterem Sopron Pláza Káposztás utcai Stadion Ibolya-tó                                        |
| 7,6           | 21         | Juharfa út 16.                         | 1, 2, 5Y, 7, 7B, 7T, 11Y, 12, 12B, 13, 13B, 27, 27B, 27T | |
| 7,8           | 22         | Jereván lakótelep                      | 1, 2, 5, 5A, 5Y, 7, 7B, 7T, 10, 10B, 10Y, 11, 11B, 11Y, 12, 12B, 13, 27, 27A, 27B, 27T                                                                                          | Helyi buszvégállomás                                                                                     |